# 長谷寺 (鳴門市)
長谷寺（ちょうこくじ）は、徳島県鳴門市撫養町木津に位置する高野山真言宗の寺院である。山号は豊山。院号は神楽院。本尊は十一面観世音菩薩。新四国曼荼羅霊場第二番札所、阿波北嶺薬師霊場第十九番札所。
- ご詠歌：いくちよも　めぐみかわらぬ　とよやまに　ひかりかがやく　のりのあさひは

## 歴史
木津の住人・船戸左衛門尉次正が主人である細川氏を討たれ、その仇を取るべく大和国の長谷寺の観世音に月詣りをしていた。ある時旅程が遅れて長谷の里へは夜に着いたため、里人から盗賊だと間違われて処刑されそうになった。しかし長谷寺の住職の夢の中に観世音が現れ、次正を助けるように指示した。住職は次正を寺へ連れ帰り、寺に伝わる十一面観世音菩薩像を贈り、四国に堂を作って拝むように勧めた。
以上の御縁から、次正は山号・院号・寺号を大和国の長谷寺と同じ寺を作り、しかし読みだけは「はせでら」ではなく音読みの「ちょうこくじ」とした。
なお創建当時の寺の前一帯は海であり、木津の入江の寺という意味で「木津江寺（こづえじ）」あるいは「木末衛寺（こずえじ）」とも呼ばれていたことがあった。
- 1480年 - 船戸左衛門尉次正によって長谷寺が創建。
- 1582年 - 長宗我部元親が阿波国を攻め、そのときに長谷寺は灰燼に帰したと伝えられている。
- 1598年 - 蜂須賀家政により淡路街道の駅路寺に指定。
- 1601年 - 撫養城主・益田八右衛門（大膳）によって本堂（方丈）が再建。
- 1868年 - 神仏分離令により金毘羅大権現（現：金刀比羅神社 (鳴門市)）との別当関係を解消。土地を分割。
- 1995年 - イチョウの木が鳴門市天然記念物に指定。

## 境内
- 本堂：十一面観音が本尊の木造のお堂で、中に仁王像と四天王像が拝顔できる。通称観音堂。
- 持仏堂：鉄筋の大きなお堂で天井画が鑑賞できる。
- 毘沙門天堂：隣の金比羅社の参道の初めにある
- 不動堂：裏山の標高101 mの頂上にあり、ミニ西国霊場の27番である。
- 鎮守社：皇大神宮
- 鐘楼：袴腰造り

## 文化財
鳴門市指定有形文化財
- 紙本墨書駅路寺文書：1598年（慶長3年）藩主家政から下付されたものと、1641年（寛永18年）忠英から下付された文書の2葉。昭和57年指定[1]。

鳴門市指定天然記念物
- 長谷寺のオハツキイチョウ：樹齢600年と云われる[2]。

## 前後の札所
新四国曼荼羅霊場
01 東林院 -- 02 長谷寺 -- 03 不動院
阿波北嶺薬師霊場
18 願成寺 -- 19 長谷寺 -- 20 真楽寺

## 交通
- 四国旅客鉄道（JR四国） 鳴門線 – 金比羅前駅下車 (80 m)